# بنجامين فرانكلين ديلينجام
بنجامين فرانكلين ديلينجام هو موظف كتابي وسياسي أمريكي، ولد في 4 أغسطس 1844 في رأس كاد ‏ في الولايات المتحدة، وتوفي في 7 أبريل 1918 في أواهو في الولايات المتحدة. نشط حزبياً في Independent (Kuokoa) Party ‏.